# 新寧県
新寧県（しんねい-けん）は中華人民共和国湖南省邵陽市に位置する県。

## 行政区画
- 鎮：金石鎮、水廟鎮、崀山鎮、黄竜鎮、高橋鎮、回竜寺鎮、一渡水鎮、馬頭橋鎮
- 郷：万塘郷、清江橋郷、安山郷、豊田郷、巡田郷、靖位郷
- 民族郷：黄金ヤオ族郷、麻林ヤオ族郷